# De osynliga (2018)
De osynliga (franska: Les invisibles) är en fransk dramakomedifilm från 2018 regisserad och skriven av Louis-Julien Petit, baserad på romanen Sur la Route des Invisibles, Femmes Dans La Rue av Claire Lajeunie.

## Handling
L'Envol, är ett dagcenter för hemlösa kvinnor i Anzin, Frankrike. Centret måste hastigt stängas då endast 4% av de kvinnor som har varit där har återintegrerats in i samhället, vilket kommunen anser vara otillräckligt. Socialarbetarna beslutar sig för att protestera mot beslutet genom att i hemlighet öppna en terapi-workshop och sovhall i ett övergivet hus som de ockuperat.  

## Rollista
- Audrey Lamy – Audrey Scapio
- Corinne Masiero – Manu
- Noémie Lvovsky – Hélène
- Déborah Lukumuena – Angélique
- Marianne Garcia – Marianne / 'Lady Di'
- Adolpha Van Meerhaeghe – Chantal
- Patricia Mouchon – Patricia / 'Edith Piaf'
- Khoukha Boukherbache – Khoukha / 'Marie-Josée Nat'
- Bérangère Toural – Bérangère / 'Simone Veil'
- Patricia Guery – Patricia / 'La Cicciolina'
- Marie-Christine Descheemaker – Marie-Christine / 'Brigitte Macron'
- Laetitia Grigy – Monique
- Fedoua Laafou – Fedoua / 'Salma Hayek'
- Stéphanie Brayer – Stéphanie / 'Françoise Hardy'
- Marie-Thérèse Boloke Kanda – Marie-Thérèse / 'Mimie Mathy'
- Aïcha Bangoura – Aïcha / 'Vanessa Paradis'
- Dominique Manet – Dominique / 'Brigitte Fontaine'
- Assia Menmadala – Assia / 'Dalida'
- Sarah Suco – Julie Carpentier
- Pablo Pauly – Dimitri
- Brigitte Sy – Béatrice
- Quentin Faure – Laurent
- Marie-Christine Orry – Catherine Paraire
- Fatsah Bouyahmed – Esteban
- Antoine Reinartz – Deputy mayor